# Friedrich Kausler (Oberamtmann)
Johann Friedrich Ludwig Kausler (* 21. Januar 1798 in Bürg; † 25. August 1874 in Stuttgart) war ein württembergischer Oberamtmann.

## Leben
Kausler wurde in Bürg als Sohn des Johannes Kausler (* 21. Juli 1754 in Oberrot bei Gaildorf; † 24. Juni 1835 in Bürg) und dessen Ehefrau Friederike Dorothee geborene Amos (* 1. März 1766 in Meimsheim bei Brackenheim; † 14. November 1802 in Bürg) geboren. Sein Vater war Rentamtmann, Amtsschreiber und Amtsvogt der Freiherren von Gemmingen. Kausler war evangelischer Konfession.
Kausler besuchte die Lateinschule in Esslingen, das heutige Georgii-Gymnasium. Anschließend studierte er bis 1815 Philosophie. Während seiner Studien war er zudem zwei Jahre lang Inzipient in der Amtei und Amtsschreiberei Neuenstadt am Kocher. 1815 war er in der Stadtschreiberei Leonberg tätig und legte 1816 das Substitutenexamen ab. 1816 wurde er zum provisorischen Aktuar in Leonberg ernannt und war dort unter anderem beim Oberamtsgericht tätig. 1820 wurde er als Aktuar in das Oberamt Neckarsulm und 1822 in das Amtsoberamt Stuttgart versetzt. 1823 wurde er zum Bezirksamtmann in Jagsthausen.
Kausler heiratete am 22. Juni 1823 in Leonberg Auguste Knapp (* 11. Februar 1801 in Hohenheim; † 17. Oktober 1872 in Stuttgart), die Tochter des Kameralverwalters von Leonberg Jakob Christian Knapp (1752–1833) und dessen Ehefrau Regine Sophie Gottliebin Sandberger (1773–1805). Auguste Knapp war zugleich die Schwester des württembergischen Finanzministers Christian von Knapp. Mit ihr hatte Kausler die folgenden Kinder:
1. Robert (* 14. April 1824 in Jagsthausen; † 12. August 1849 in Lugos, Südungarn), Offizier der ungarischen Armee
2. Karl Theodor (* 28. August 1825 in Jagsthausen; † 18. Mai 1885 in Edenkoben in der Pfalz), Apotheker in Lauterecken und Edenkoben. Karl war viermal verheiratet und hatte sechs Kinder.
3. Paul (* 20. Juni 1828 in Wangen im Allgäu; † 25. März 1899 in Mannheim), Kaufmann in Mannheim. Paul war mit Elise Theobald verheiratet, aber kinderlos.
4. Bertha Henriette Luise (* 15. Oktober 1829 in Wangen im Allgäu; † 16. Februar 1896 in Stuttgart), die 1848 den Eisenhütteningenieur Albrecht Erhardt heiratete. Mit ihm hatte sie fünf Kinder.
5. Eduard Friedrich (* 13. Januar 1832 in Rottweil; † 24. August 1874 in Cannstatt), Gaschemiker und Ingenieur. Aus zwei Ehen hatte er sechs Kinder.

Im Jahr 1827 wurde Kausler zum Oberamtsverweser befördert und nach Wangen versetzt. 1829 wurde Kausler zum Oberamtmann ernannt. Die Stellung als Oberamtmann hatte er in verschiedenen Bezirken inne: zunächst von 1829 bis 1831 in Wangen, dann von 1831 bis 1841 in Rottweil und von 1841 bis 1853 in Heidenheim. Als Oberamtmann in Heidenheim stand er einem Komitee vor, das den Bau der Eisenbahn durch das Brenztal betrieb. Kausler beteiligte sich an der Veröffentlichung der ersten Heidenheimer Oberamtsbeschreibung. Während der 48er Revolution zeigte er viel Geschick, Takt und Mäßigung. 1853 wurde er nach Herrenberg versetzt. Dabei handelte es sich um eine Strafversetzung wegen verschiedener Missgriffe während der Revolution von 1848 aus Sicht der damaligen Regierung. Ein Grund für die Versetzung war vermutlich, dass er dem Demokraten Karl Freisleben nach dessen Rückkehr aus der Haft auf offener Straße die Hand gereicht hatte. Nach der Versetzung war Kausler bis 1870 Oberamtmann in Herrenberg.
1860 wurde Kausler zum Ritter des Friedrichs-Orden ernannt.
Kausler wurde 1870 mit dem Dienstgrad eines Regierungsrates pensioniert und zog nach Stuttgart.